# Отворено првенство Француске у тенису 2010.
Ролан Гарос 2010. је био тениски турнир који се играо на шљаци. Била је 109. едиција Ролан Гароса, и други Гренд слем турнир у години. Играо се на стадиону Ролан Гаросу у Паризу, у Француској, од 23. маја до 6. јуна.

## Побједници

### Мушкарци појединачно
Робин Седерлинг против  Рафаела Надала

### Жене појединачно
Саманта Стосур против  Франческе Скјавоне

### Мушки парови
Лукаш Длоухи и  Леандер Паес против  Данијела Нестора и  Ненада Зимоњића

### Женски парови
Серена Вилијамс и  Винус Вилијамс су поразиле  Квету Пешке и  Катарину Среботник 6–2, 6–3.

### Мјешовити парови
Катарина Среботник и  Ненад Зимоњић су поразили  Јарославу Шведову и  Јулијана Ноула, 4–6, 7–6(5), [11–9]

## Носиоци
Тенисери и тенисерке који су се повукли са турнира: Хуан Мартин дел Потро, Томи Хас, Николај Давиденко, Ким Клајстерс

### Мушкарци појединачно
| Н  | Тенисер               | Поени прије турнира | Брани поена | Освојио поена | Нови поени | Успјех                                                    |
| -- | --------------------- | ------------------- | ----------- | ------------- | ---------- | --------------------------------------------------------- |
| 1  | Роџер Федерер         | 10030               | 2000        | 360           | 8390       | Четвртфинале, изгубио од Робина Седерлинга                |
| 2  | Рафаел Надал          | 6880                | 180         | 1200          | 8700       | Побједник, савладао Робина Седерлинга у финалу            |
| 3  | Новак Ђоковић         | 6405                | 90          | 360           | 6675       | Четвртфинале, изгубио од Јиргена Мелцера                  |
| 4  | Енди Мари             | 5565                | 360         | 180           | 5385       | 4. коло, изгубио од Томаша Бердиха                        |
|    | Хуан Мартин дел Потро | 5185                | 720         | 0             | 4465       | Повукао се са турнира због операције десног ручног зглоба |
|    | Николај Давиденко     | 5145                | 360         | 0             | 4785       | Повукао се због сломљеног ручног зглоба                   |
| 5  | Робин Седерлинг       | 4770                | 1200        | 120           | 4770       | Финале, изгубио од Рафаела Надала                         |
| 6  | Енди Родик            | 4600                | 180         | 90            | 4510       | 3. коло, изгубио од Тејмураза Габашвилија                 |
| 7  | Фернандо Вердаско     | 3645                | 180         | 180           | 3645       | 4. коло, изгубио од Николаса Алмагра                      |
| 8  | Жо-Вилфрид Цонга      | 3185                | 180         | 180           | 3185       | 4. коло, изгубио од Михаила Јужњег                        |
| 9  | Давид Ферер           | 3010                | 90          | 30            | 3010       | 3. коло, изгубио од Јиргена Мелцера                       |
| 10 | Марин Чилић           | 2945                | 180         | 180           | 2945       | 4. коло, изгубио од Робина Седерлинга                     |
| 11 | Михаил Јужњи          | 2420                | 45          | 360           | 2735       | Четвртфинале, изгубио од Томаша Бердиха                   |
| 12 | Фернандо Гонзалез     | 2385                | 720         | 45            | 1710       | 2. коло, изгубио од Александра Долгополова                |
| 13 | Гаел Монфис           | 2220                | 360         | 45            | 1905       | 2. коло, изгубио од Фабија Фоњинија                       |
| 14 | Иван Љубичић          | 2140                | 10          | 90            | 2220       | 3. коло, изгубио од Томаса Белучија                       |
| 15 | Томаш Бердих          | 2055                | 10          | 720           | 2765       | Полуфинале, изгубио од Робина Седерлинга                  |
| 16 | Хуан Карлос Фереро    | 2050                | 45          | 90            | 2095       | 3. коло, изгубио од Робија Ђинеприја                      |
| 17 | Џон Изнер             | 1880                | 0           | 90            | 1970       | 3. коло, изгубио од Томаша Бердиха                        |
|    | Радек Штјепанек       | 1705                | 90          | 0             | 1615       | Повукао се због исцрпљености                              |
| 18 | Сем Квери             | 1675                | 10          | 10            | 1675       | 1. коло, изхубио од Робија Ђинеприја                      |
| 19 | Николас Алмагро       | 1665                | 90          | 360           | 1935       | Четвртфинале, изгубио од Рафаела Надала                   |
|    | Томи Хас              | 1690                | 180         | 0             | 1510       | Повукао се због операције десног кука                     |
| 20 | Станислас Вавринка    | 1600                | 90          | 180           | 1690       | 4. коло, изгубио од Роџера Федерера                       |
| 21 | Томи Робредо          | 1505                | 360         | 10            | 1155       | 1. коло, изгубио од Виктора Троицког                      |
| 22 | Јирген Мелцер         | 1495                | 90          | 720           | 2125       | Полуфинале, изгубио од Рафаела Надала                     |
| 23 | Ернест Гулбис         | 1494                | 45          | 10            | 1459       | 1. коло, изгубио од Жулијена Бенетоа                      |
| 24 | Томас Белучи          | 1482                | 10          | 180           | 1652       | 4. коло, изгубио од Рафаела Надала                        |
| 25 | Маркос Багдатис       | 1440                | 10          | 90            | 1545       | 3. коло, изгубио од Ендија Марија                         |
| 26 | Хуан Монако           | 1425                | 45          | 10            | 1475       | 1. коло, изгубио од Греге Жемље                           |
| 27 | Фелисијано Лопез      | 1420                | 45          | 10            | 1385       | 1. коло, изгубио од Јулијана Реистера                     |
|    | Жил Симон             | 1395                | 90          | 0             | 1305       | Повукао се због повреде десног кољена                     |
| 28 | Лејтон Хјуит          | 1350                | 90          | 90            | 1350       | 3. коло, изгубио од Рафаела Надала                        |
| 29 | Алберт Монтањес       | 1325                | 10          | 90            | 1405       | 3. коло, изгубио од Робина Седерлинга                     |
| 30 | Филип Колшрајбер      | 1320                | 180         | 90            | 1230       | 3. коло, изгубио од Фернанда Вердаска                     |
|    | Иво Карловић          | 1295                | 10          | 0             | 1285       | Повукао се због повреде десног стопала                    |
| 31 | Виктор Ханеску        | 1185                | 180         | 30            | 1070       | 3. коло, изгубио од Новака Ђоковића                       |
| 32 | Гиљермо Гарсија-Лопез | 965                 | 10          | 45            | 1000       | 2. коло, изгубио од Тијема де Бакера                      |

### Жене појединачно
| Н  | Тенисер                     | Поени прије турнира | Брани поена | Освојила поена | Нови поени | Успјех                                        |
| -- | --------------------------- | ------------------- | ----------- | -------------- | ---------- | --------------------------------------------- |
| 1  | Серена Вилијамс             | 8475                | 500         | 500            | 8475       | Четвртфинале, изгубила од Саманте Стосур      |
| 2  | Винус Вилијамс              | 6386                | 160         | 280            | 6506       | 4. коло, изгубила од Нађе Петрове             |
| 3  | Каролина Возњацки           | 5630                | 160         | 500            | 5970       | Четвртфинале, изгубила од Франческе Скјавоне  |
| 4  | Јелена Јанковић             | 5160                | 280         | 900            | 5780       | Полуфинале, изгубила од Саманте Стосур        |
| 5  | Јелена Дементјева           | 4830                | 160         | 900            | 5570       | Полуфинале, изгубила од Франческе Скјавоне    |
| 6  | Светлана Кузњецова          | 4661                | 2000        | 160            | 2821       | 3. коло, изгубила од Марија Кириленко         |
| 7  | Саманта Стосур              | 4405                | 900         | 1400           | 4905       | Финале, изгубила од Франческе Скјавоне        |
| 8  | Агњешка Радвањска           | 4190                | 280         | 100            | 4010       | 2. коло, изгубила од Јарославе Шведове        |
| 9  | Динара Сафина               | 4156                | 1200        | 5              | 2761       | 1. коло, изгубила од Кимико Дате Крум         |
|    | Ким Клајстерс               | 3890                | 0           | 0              | 3890       | Повукла се због повреде десног стопала        |
| 10 | Викторија Азаренка          | 3665                | 500         | 5              | 3170       | 1. коло, изгубила од Жизеле Дулко             |
| 11 | Ли На                       | 3515                | 280         | 160            | 3395       | 3. коло, изгубила од Франческе Скјавоне       |
| 12 | Марија Шарапова             | 3350                | 500         | 160            | 3010       | 3. коло, изгубила од Жистин Енен              |
| 13 | Марион Бартоли              | 3186                | 100         | 160            | 3246       | 3. коло, изгубила од Шахар Пер                |
| 14 | Флавија Пенета              | 3175                | 5           | 280            | 3450       | 4. коло, изгубила од Каролине Возњацки        |
| 15 | Араван Резај                | 2875                | 280         | 160            | 2755       | 3. коло, изгубила од Нађе Петрове             |
| 16 | Јанина Викмајер             | 3050                | 100         | 160            | 3110       | 3. коло, изгубила од Данијеле Хантухове       |
| 17 | Франческа Скјавоне          | 2995                | 5           | 2000           | 4990       | Побједница, савладала Саманту Стосур у финалу |
| 18 | Шахар Пер                   | 2895                | 0           | 280            | 3175       | 4. коло, изгубила од Серене Вилијамс          |
| 19 | Нађа Петрова                | 2795                | 100         | 500            | 3195       | Четвртфинале, изгубила од Јелене Дементјеве   |
| 20 | Марија Хосе Мартинез Санчез | 2635                | 160         | 5              | 2480       | 1. коло, изгубила од Акул Аманмурадове        |
| 21 | Вера Звонарјова             | 2625                | 0           | 100            | 2725       | 2. коло, изгубила од Анастасије Родионове     |
| 22 | Жистин Енен                 | 2575                | 0           | 280            | 2885       | 4. коло, изгубила од Саманте Стосур           |
| 23 | Данијела Хантухова          | 2010                | 5           | 280            | 2285       | 4. коло, изгубила од Јелене Јанковић          |
| 24 | Луција Шафарова             | 2075                | 100         | 100            | 2075       | 2. коло, изгубила од Полоне Херцог            |
| 25 | Ђе Џенг                     | 2325                | 100         | 100            | 2325       | 2. коло, изгубила од Анастасије Пивоваове     |
| 26 | Доминика Цибулкова          | 2005                | 900         | 160            | 1265       | 3. коло, изгубила од Винус Вилијамс           |
| 27 | Аљона Бондаренко            | 1700                | 5           | 160            | 1855       | 3. коло, изгубила од Јелене Јанковић          |
| 28 | Алиса Клејбанова            | 1855                | 5           | 160            | 2010       | 3. коло, изгубила од Јарославе Шведове        |
| 29 | Анастасија Пављученкова     | 1850                | 160         | 160            | 1850       | 3. коло, изгубила од Серене Вилијамс          |
| 30 | Марија Кириленко            | 1710                | 5           | 280            | 1985       | 4. коло, изгубила од Франческе Скјавоне       |
| 31 | Александра Дулгеру          | 1655                | 0           | 160            | 1785       | 3. коло, изгубила од Каролине Возњацки        |
| 32 | Катарина Бондаренко         | 1570                | 160         | 100            | 1510       | 2. коло, изгубила од Александре Вознијак      |

## Специјалне позивнице
Тенисери и тенисерке који су добили специјалну позивницу организатора за учешће на турниру:
| 1. Рајан Свитинг 2. Карстен Бол 3. Давид Гуец 4. Николас Махут 5. Ђани Мина 6. Жоселин Оуана 7. Лорен Рекодерс 8. Едуард Роџер-Васелин | 1. Кристина Мекхале 2. Џармила Грот 3. Стефани Коен-Алоро 4. Клер Феуерстеин 5. Стефани Форец 6. Матилда Јохансон 7. Кристина Младеновић 8. Оливија Санчез |

| Мушки парови / / / / / / / | Женски парови / / / / / / / |

## Квалификанти
Тенисери и тенисерке који су до главног жреба доспјели преко квалификација:
| Мушкарци | Жене |

## Поени
| Успјех                   | Мушкарци појединачно | Мушки парови | Жене појединачно | Женски парови |
| ------------------------ | -------------------- | ------------ | ---------------- | ------------- |
| Побједник                | 2000                 | 2000         | 2000             | 2000          |
| Финале                   | 1200                 | 1200         | 1400             | 1400          |
| Полуфинале               | 720                  | 720          | 900              | 900           |
| Четвртфинале             | 360                  | 360          | 500              | 500           |
| Коло са 16 учесника      | 180                  | 180          | 280              | 280           |
| Коло са 32 учесника      | 90                   | 90           | 160              | 160           |
| Коло са 64 учесника      | 45                   | 0            | 100              | 5             |
| Коло са 128 учесника     | 10                   | –            | 5                | –             |
| Квалификант              | 25                   | –            | 60               | –             |
| Треће коло квалификација | 16                   | –            | 50               | –             |
| Друго коло квалификација | 8                    | –            | 40               | –             |
| Прво коло квалификација  | 0                    | –            | 2                | –             |

## Новчана награда
| - Побједници: 1.120.000 € - Финалисти: 560.000 € - Полуфинале: 280.000 € - Четвртфинале: 140.000 € - Четврто коло: 70.000 € - Треће коло: 42.000 € - Друго коло: 25.000 € - Прво коло: 15.000 € | - Побједници: 320.000 € - Финалисти: 160.000 € - Полуфинале: 80.000 € - Четвртфинале: 40.000 € - Треће коло: 22.000 € - Друго коло: 11.000 € - Прво коло: 7.500 € | - Побједници: 100.000 € - Финалисти: 50.000 € - Полуфинале: 25.000 € - Четвртфинале: 13.000 € - Друго коло: 7.000 € - Прво коло: 3.500 € |